# Diporiphora margaretae
Espèce
Synonymes
- Diporiphora bilineata margaretae Storr, 1974

Diporiphora margaretae est une espèce de sauriens de la famille des Agamidae.

## Répartition
Cette espèce est endémique d'Australie. Elle se rencontre au Kimberley en Australie-Occidentale, dans le Nord du Territoire du Nord et dans l'Ouest du Queensland.

## Étymologie
Cette espèce est nommée en l'honneur de Margaret Butler, l'épouse de William Henry Butler.

## Publication originale
- Storr, 1974 : Agamid lizards of the genera Caimanops, Physignathus and Diporiphora in Western Australia and Northern Territory. Records of the Western Australian Museum, vol. 3, no 2, p. 121-146 (texte intégral).